# Giuseppe Casarrubea
Giuseppe Casarrubea (Partinico, 4 marzo 1946 – Partinico, 7 giugno 2015) è stato uno storico e saggista italiano.

## Biografia
Figlio del falegname Giuseppe Casarrubea, militante del P.C.I. e della CGIL ucciso a Partinico il 22 Giugno 1947 dalla banda di Salvatore Giuliano nell'ambito di un attacco armato alla locale Camera del Lavoro, lasciandolo orfano ad appena un anno di vita. Giovanissimo si lega all'attivista e sociologo Danilo Dolci e poi si dedica all'insegnamento. È stato dirigente scolastico della scuola media G.B. Grassi Privitera di Partinico. Si è poi dedicato alla ricerca storica dal 1978, anno della pubblicazione di due volumi sulle origini del movimento contadino nella provincia di Palermo per la casa editrice di Salvatore Fausto Flaccovio.
Si è occupato di storia contemporanea siciliana e, particolarmente, dell'intreccio mafia-fascismo-Servizi segreti e ha collaborato con lo storico Nicola Tranfaglia. Ha anche fondato un archivio intitolato alla memoria di suo padre, ucciso nel 1947 dalla banda Giuliano. L'archivio è costituito da carte desecretate provenienti dal Nara di College Park, dagli Archivi britannici di Kew Gardens e dal SIS italiano. Tra i faldoni dell'Archivio si trovano anche notevoli materiali del Sis (Servizio Informazioni e Sicurezza), del periodo della dominazione italiana della Jugoslavia (Archivio sloveno di Lubiana) e dei Servizi per la Sicurezza dello Stato di Budapest.
Importanti le carte dell'X2, il controspionaggio diretto in Italia da James Jesus Angleton (1945-47). A questo antenato della CIA si deve, secondo Casarrubea, l'utilizzazione del neofascismo in funzione anticomunista. Circostanza, questa, che si riscontra anche negli anni successivi al 1947, fino alla nascita di Gladio.
I lavori di Casarrubea, come quelli di Nicola Tranfaglia, si avvalgono spesso di documenti desecretati, provenienti dall'Intelligence di vari Paesi, ma anche dalle cancellerie di alcuni tribunali, come quelli del processo di Viterbo e dell'Appello di Roma riguardanti la strage di Portella della Ginestra (1º maggio 1947) e gli assalti alle Camere del Lavoro della provincia di Palermo (22-23 giugno 1947). Gli attacchi si svolsero sotto la copertura della banda di Salvatore Giuliano, ma con il consenso e con l'appoggio diretto di elementi dello Stato italiano e dello stesso governo di Truman.
È morto il 7 giugno 2015 dopo una lunga malattia.

### Il libro su Portella della Ginestra
Uno dei suoi libri più importanti, "Portella della Ginestra. Microstoria di una strage di Stato" fu oggetto di un processo, intentato all'autore dal generale dei Carabinieri Roberto Giallombardo. Nella sentenza del processo Giallombardo-Casarrubea viene dichiarata la validità della sua ricerca storiografica. Scrive il giudice:
«Ed invero, nel libro di Giuseppe Casarrubea “Portella della Ginestra. Microstoria di una strage di Stato” sono sicuramente ravvisabili il metodo scientifico di indagine, la esaustiva raccolta del materiale utilizzabile, l'autorevolezza delle fonti, diverse ed esattamente individuate, nonché la correttezza di linguaggio e l'assenza di attacchi personali e polemici. Dalla lettura del libro si evince agevolmente inoltre che oggetto di studio è un evento passato, esaminato nella sua ampiezza e sotto varie sfaccettature.[...].DICHIARA Non doversi procedere nei confronti di CASARRUBEA GIUSEPPE in ordine al reato di cui al capo A), essendo lo stesso estinto per sopravvenuta prescrizione; ASSOLVE :Casarrubea Giuseppe dal reato ascrittogli al capo b) perché il fatto non costituisce reato, in quanto commesso nell'esercizio del diritto di critica storica».

## Opere
- Una alternativa culturale dalla Sicilia occidentale, Trapani, Celebes, 1974.
- I fasci contadini e le origini delle sezioni socialiste della provincia di Palermo, 2 voll., Palermo, Flaccovio, 1978.
- Uomini e terra a Partinico, Palermo, Vittorietti, 1981.
- Società e storia di un territorio. Il Partinicese, con Giuseppe Cipolla, Palermo, Vittorietti, 1982.
- Intellettuali e potere in Sicilia. Eretici, riformisti e giacobini nel secolo dei lumi, Palermo, Sellerio, 1983.
- Quotidiano e immaginario in Sicilia. Burgisi, santi e poveri diavoli nel Partinicese, antologia di scritti di varii autori, a cura di e con Giuseppe Cipolla, Palermo, Vittorietti, 1984.
- Società e follia in Sicilia. La transizione 1824-1875, Partinico, Cooperativa socio-sanitaria Spazio-salute, 1984.
- I parrocchiani di Partinico e Montelepre. Crisi demografiche e nuclei familiari. Secoli XVII-XIX, Partinico, Centro Jatino di studi e promozione sociale Nicolo Barbato, 1988.
- La valutazione come critica sistemica, in Itinerari di valutazione in una scuola media. Atti del corso di aggiornamento "La valutazione: dallo specifico disciplinare al lavoro di équipe", Scuola media statale "Salvatore Salomone Marino", Borgetto, Palermo, Roma, Editori Riuniti, 1988. ISBN 88-359-3238-6.
- Il mondo contadino di Salvatore Salomone Marino, tra scienza e mito, Borgetto, 1988.
- L'educazione mafiosa. Strutture sociali e processi di identità, con Pia Blandano, Palermo, Sellerio, 1991.
- Socialisti a Partinico. Le origini: 1893, Partinico, Partito Socialista Italiano-Sezione di Partinico, 1992.
- Il coraggio della trasgressione, in Frate Giuseppe Di Maggio. Le istituzioni caritative, 1927-1948. Atti del convegno, a cura di Giuseppe Cipolla, Partinico, Centro Jatino di studi e promozione sociale Nicolò Barbato, 1992.
- Nella testa del serpente. Insegnanti e mafia, con Pia Blandano, Molfetta, La Meridiana, 1993. ISBN 88-85221-24-6.
- Gabbie strette. L'educazione in terre di mafia: identità nascoste e progettualità del cambiamento, Palermo, Sellerio, 1996. ISBN 88-389-1271-8.
- Portella della Ginestra. Microstoria di una strage di Stato, Milano, FrancoAngeli, 1997. ISBN 88-464-0162-X.
- Fra' Diavolo e il governo nero. «Doppio Stato» e stragi nella Sicilia del dopoguerra, Milano, FrancoAngeli, 1998. ISBN 88-464-0820-9.
- Portella della Ginestra 50 anni dopo (1947-1997), 3 voll., Caltanissetta, Sciascia, 1999-2001.

II, Documenti, raccolti, scelti, introdotti e annotati da, Caltanissetta, Sciascia, 1999. ISBN 88-8241-035-8.
III, La strage di Portella della Ginestra. Documenti (sentenza di Roma, 10 agosto 1956), raccolti scelti e introdotti da, Palermo, Comune di Piana degli Albanesi, 2001.
- Salvatore Giuliano. Morte di un capobanda e dei suoi luogotenenti, Milano, FrancoAngeli, 2001. ISBN 88-464-2976-1.
- Storia segreta della Sicilia. Dallo sbarco alleato a Portella della Ginestra, Milano, Tascabili Bompiani, 2005. ISBN 88-452-3479-7.
- Morte di un agente segreto. Fra Diavolo, la banda Giuliano e il neofascismo in Sicilia (1943-'47), Roma, l'Unità, 2006.
- Stati Uniti, eversione nera e guerra al comunismo in Italia 1943-1947, con Mario José Cereghino, Palermo, Biblioteca comunale di Piana degli Albanesi, 2007.
- Tango Connection. L'oro nazifascista, l'America Latina e la guerra al comunismo in Italia. 1943-1947, Milano, Saggi Bompiani, 2007. ISBN 978-88-452-5853-4.
- Lupara nera. La guerra segreta alla democrazia in Italia (1943-1947), con Mario José Cereghino, Milano, Bompiani, 2009. ISBN 978-88-452-6254-8.
- La scomparsa di Salvatore Giuliano. Indagine su un fantasma eccellente, con Mario José Cereghino, Milano, Bompiani, 2011. ISBN 978-88-452-6967-7.
- Operazione Husky. Guerra psicologica e intelligence nei documenti segreti inglesi e americani sullo sbarco in Sicilia, con Mario Josè Cereghino, Roma, Castelvecchi Rx, 2013. ISBN 978-88-7615-969-5.
- Piantare uomini. Danilo Dolci sul filo della memoria, Roma, Castelvecchi, 2014. ISBN 978-88-6826-265-5.